# Catocala babayaga
Catocala babayaga är en fjärilsart som beskrevs av John Kern Strecker 1884. Catocala babayaga ingår i släktet Catocala och familjen nattflyn. Inga underarter finns listade i Catalogue of Life.